# Вишнёвский сельсовет (Пензенская область)
Вишнёвский сельсове́т — муниципальное образование в Тамалинском районе Пензенской области. Имеет статус сельского поселения.
На территории Вишнёвского сельсовета располагаются одна начальная школа (в селе Никольское), две — основных (в сёлах Дуровке и Большая Сергеевка) и одна — средняя (в селе Вишнёвое); имеются 3 отделения почтовой связи (в сёлах Большая Сергеевка, Вишнёвое, Дуровке). В сёлах Вишнёвое и Дуровке располагаются филиалы Сбербанка России.

## История
Вишнёвский сельский совет с административным центром село Вишнёвое и населёнными пунктами деревня Бугры, деревня Крутец, село Никольское, образован 2 декабря 1996 года. Согласно Закону Пензенской области № 1992-ЗПО от 22 декабря 2010 года, в Вишнёвский сельсовет включены населённые пункты упразднённых Большесергеевского (село Большая Сергеевка, деревня Сюверня) и Дуровского (село Дуровка, железнодорожная станция Жизненная) сельских советов.

## Население
| 2002  | 2010  | 2012  | 2013  | 2014  | 2015  | 2016  |
| ----- | ----- | ----- | ----- | ----- | ----- | ----- |
| 1501  | ↘1284 | ↗2084 | ↘2028 | ↘1991 | ↘1945 | ↘1871 |
| 2017  | 2018  | 2021  |       |       |       |       |
| ↘1851 | ↘1804 | ↘1686 |       |       |       |       |

## Состав сельского поселения
В состав поселения входят следующие населённые пункты:
| № | Населённый пункт  | Тип населённого пункта                        | Население |
| - | ----------------- | --------------------------------------------- | --------- |
| 1 | Алексеевка        | деревня                                       | 312       |
| 2 | Большая Сергеевка | село                                          | ↘300      |
| 3 | Бугры             | деревня                                       | 58        |
| 4 | Вишнёвое          | село, административный центр                  | ↘1020     |
| 5 | Дуровка           | село                                          | ↘459      |
| 6 | Жизненная         | железнодорожная станция (посёлок при станции) | 33        |
| 7 | Крутец            | деревня                                       | 6         |
| 8 | Никольское        | село                                          | ↘200      |
| 9 | Сюверня           | деревня                                       | 73        |

## Известные уроженцы
Крылов Николай Иванович (1903—1972) — советский военачальник, дважды Герой Советского Союза, Маршал Советского Союза. Родился в селе Голяевка (ныне село Вишнёвое).

## Администрация
442910, Пензенская область, Тамалинский район, с. Вишнёвое, ул. Центральная, 13. Тел.: +7 84169 3-45-59.
Главой администрации Ульяновского сельского поселения является Земскова Людмила Николаевна.